# Metsubushi
Metsubushi (目潰し metsubushi?, cerrador de ojos) es el nombre de una gran variedad de técnicas usadas en el ninjutsu para cegar temporal o permanentemente a un oponente. Estas técnicas fueron activamente usadas por los ninja como autodefensa y para facilitar su huida.

## Características
La mayoría de las variantes del metsubushi son cápsulas arrojadizas que contienen mezclas de astillas, pimienta negra, ceniza, harina y otros polvos finos, así como vidrio molido en polvo o sal en otras versiones más dañinas. Esta mezcla era encerrada en huevos ahuecados (happō), tubos de bambú y otros contenedores pequeños, diseñados para ser ocultados con facilidad. La técnica consistía en arrojar el metsubushi al rostro del adversario, fragmentando el recipiente con el impacto y esparciendo el polvo en el aire frente a la cara del rival; al entrar en sus ojos, era cegado, y eso daba al ninja tiempo para atacar o huir. Se cree que esta táctica originó la creencia supersticiosa de que los ninja se disolvían en nubes de humo, ya que eso era lo último que se veía antes de que el ninja desapareciese.
Otras versiones del metsubushi no dependientes de objetos especializados consistían en cegar al oponente con luz reflejada en un espejo o la hoja de un arma, o simplemente lanzar cualquier objeto a mano al rostro del oponente, haciendo que instintivamente cerrase los ojos por el reflejo corneal.
Las modernas granadas de humo y granadas aturdidoras son a veces consideradas metsubushi también.